# Économie de l'Angola
L'économie de l'Angola est très dépendante de l'exploitation et de l'exportation de matières premières : pétrole et minérais.
Après quatre décennies de guerres (d'indépendance et civile), la croissance économique s'envole entre 2002 et 2016 : le taux de croissance est de 9 % en moyenne entre 2002 et 2008. En 2018, l'Angola redevient 6e puissance économique de l'Afrique respectivement derrière le Nigeria, l'Afrique du Sud, l'Égypte, l'Algérie et le Maroc avec un PIB en parité nominal de 105,75 milliards de dollars. Le 1er janvier 2007, l'Angola fait son entrée comme membre de plein droit au sein de l'OPEP mais elle en sort en décembre 2023 sur fond de désaccord sur les quotas.
En 2016, frappé de plein fouet par l’effondrement des cours du pétrole, l'Angola se résigne à faire appel au Fonds monétaire international (FMI). À 39 dollars le baril, les caisses de l’État sont vides. Les pétrodollars ne viennent plus remplir les coffres de la Banque centrale. La diminution des liquidités en devises et le ralentissement économique pèsent de plus en plus sur le système bancaire, très dépendant du secteur pétrolier. Les faillites, notamment dans ce dernier, se multiplient. Le taux de croissance est positif en 2016 (2 %), mais bien moindre que les 20,2 % de croissance en 2006, les 24,4 % en 2007 et les 17 % en 2008. L'économie entre ensuite en recession.

## Agriculture
L'Angola a produit, en 2018:
- 8,6 millions de tonnes de manioc (8e producteur mondial);
- 3,5 millions de tonnes de banane (7e producteur mondial, ou 10e, si l'on considère avec Banane plantain);
- 2,2 millions de tonnes de maïs;
- 1,2 million de tonnes de patate douce (10e producteur mondial);
- 806 000 tonnes de pomme de terre;
- 597 000 tonnes d'ananas (13e producteur mondial);
- 572 000 tonnes de canne à sucre;
- 355 000 tonnes de chou;
- 314 000 tonnes de haricot;
- 280 000 tonnes d'huile de palme;
- 154 000 tonnes d'arachide;

En plus de petites productions d'autres produits agricoles, comme café (16 000 tonnes).

## L'économie en chiffres
- La monnaie angolaise s'appelle kwanza, éponyme d'une rivière du pays.
- Les plus importantes exportations de l'Angola sont le pétrole et les diamants.
- PIB nominal (PPA 2014) : 145,71 milliards de dollars.
- En 2016 : 101,12 milliards de dollars. En 2017 : 122,12 milliards de dollars
- En 2018 : 105,75 milliards de dollars.
- En 2019 : 100 milliards de dollars[6]

Dont :
- Agriculture : 9,2 %
- Services : 24,6 %
- Industrie : 65,8 %
- Croissance annuelle (1991-2001) : 1,6 %
- Croissance annuelle (2002) : 17,1 %
- Croissance annuelle (2008) : 13,2 %
- PIB par habitant (PPA, 2001) : 2 040 dollars. En 2005 ; 3 800 $. En 2009 : 8 800 $[8]
- Taux d'inflation : 12 % (2008 estimé)[8]
- Dette extérieure totale : en 2001 9,6 milliards de dollars. En 2005 9,4 milliards de dollars. En 2009 : 7,617 milliards de dollars
- Importations : 2009 : 17,6 milliards de dollars
- Exportations :26,8 milliards de dollars (FOB) 2009 : 67,2 milliards de dollars

## Commerce international
Les principaux partenaires commerciaux de l'Angola sont les États-Unis, la Chine, l'Union européenne, et l'Inde.
En 2004, les exportations ont atteint 10 530 764 911 dollars. La majorité des exportations angolaises sont des produits pétroliers (92 % en 2004). 785 millions de dollars de diamants, soit 7,5 % des exportations, ont été vendus à l'étranger cette même année. Presque tout le pétrole angolais va aux États-Unis (526 000 barils par jour en 2006), faisant de l'Angola le huitième fournisseur des États-Unis. Au premier trimestre 2008, l'Angola est devenu le principal exportateur de pétrole vers la Chine. Les restes des exportations pétrolières allant vers Europe et vers l'Amérique latine. Les sociétés américaines comptent pour plus de la moitié des investissements en Angola, avec notamment  Chevron-Texaco. Les États-Unis exportent vers l'Angola des biens industriels et des services, principalement des équipements pétroliers et miniers, des produits chimiques, des avions, et de la nourriture, alors qu'ils importent essentiellement du pétrole.
En 2007, le commerce entre l'Angola et l'Afrique du Sud était supérieur à 300 millions de dollars. Depuis les années 2000 de nombreux Chinois se sont installés pour monter des affaires.
Le deuxième investisseur international est le Portugal, avec 100 000 immigrés, derrière la Chine populaire. Sur un plan culturel, le Portugal doit également affronter la compétition du Brésil également lusophone.
Pour les trois premiers trimestres de 2010, les échanges commerciaux entre la Chine et l'Angola ont atteint 19,8 milliards de dollars.
L'Angola est également le premier partenaire commercial de la Chine populaire sur le continent africain.
Le groupe Citic de Chine populaire construit également la ville nouvelle de Quilamba Quiaxi en périphérie de Luanda qui devrait accueillir 200 000 habitants.

## Généralités

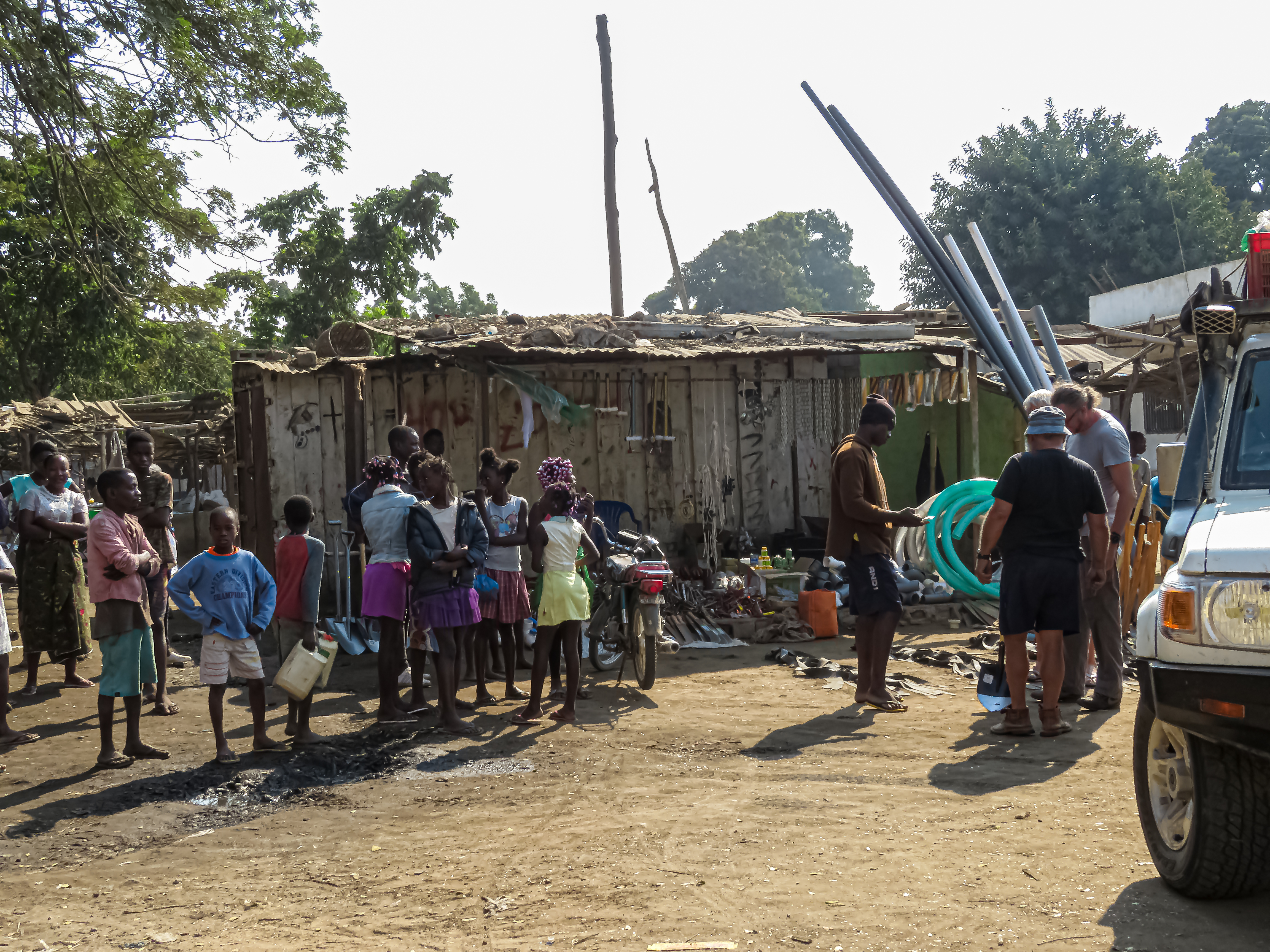
Bidonville au nord de Luanda.

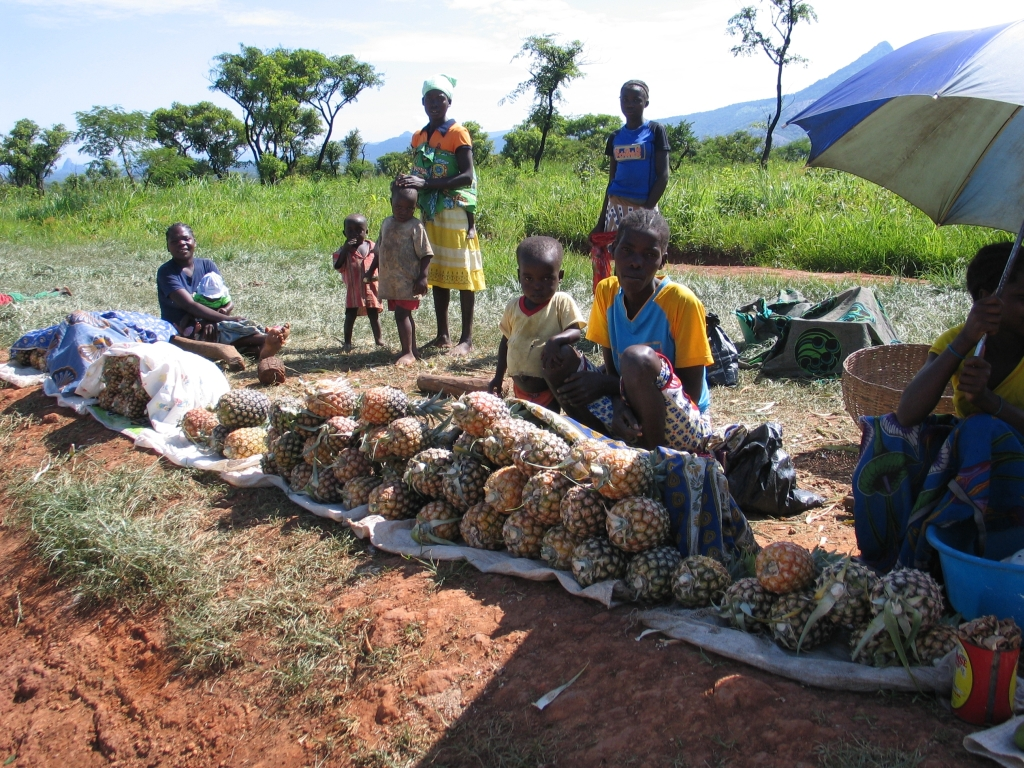
Vente d'ananas entre Huamba et Quilaba

L'économie angolaise est marquée par les années de guerre civile. Elle s'est relancée en 2002. Elle reste une économie pauvre et de structure peu avancée. Le secteur primaire emploie 85 % des actifs pour 8 % des richesses créées. Sept Angolais sur dix vivent sous le seuil de pauvreté, ce qui est symptomatique des efforts encore à effectuer dans ce domaine. Le revenu par habitant demeure l'un des plus faibles au monde. Environ 50 % des actifs sont soit au chômage soit sous-employés.
La croissance est élevée entre 2002 et 2016. Celle du PIB s'est élevée à 26 % en 2006. Elle est tirée par le pétrole et le diamant. Pourtant la manne pétrolière n'a pas réussi à tirer l'ensemble du pays de son état de sous-développement. En 2008, les indicateurs montrent que l'Angola possède l'une des plus faibles espérances de vie du continent, un système éducatif très insuffisant et que la fracture entre riches et pauvres ne fait que s'agrandir.
L'Angola possède également des gisements d'or, de fer, de phosphates, de feldspath, de bauxite et d'uranium. Il compte de vastes forêts, des usines de pêche et des terres arables, ou sont cultivés le coton, le café et le sisal. À l'approche des élections législatives de septembre 2008, le gouvernement a multiplié les annonces de grands projets : travaux adduction d'eau, nouvelle flottille de pêche mais les avis sont divisés sur l'avenir de ces programmes ambitieux.
Avec la chute des cours du pétrole, l'économie angolaise entre en récession à partir de 2016. En 2020, la croissance est de -4 % et l'inflation de 21 %.
Le principal créancier de l'Angola est la Chine qui détient 20 milliards de dollars de la dette angolaise.

## Industries extractives

### Pétrole

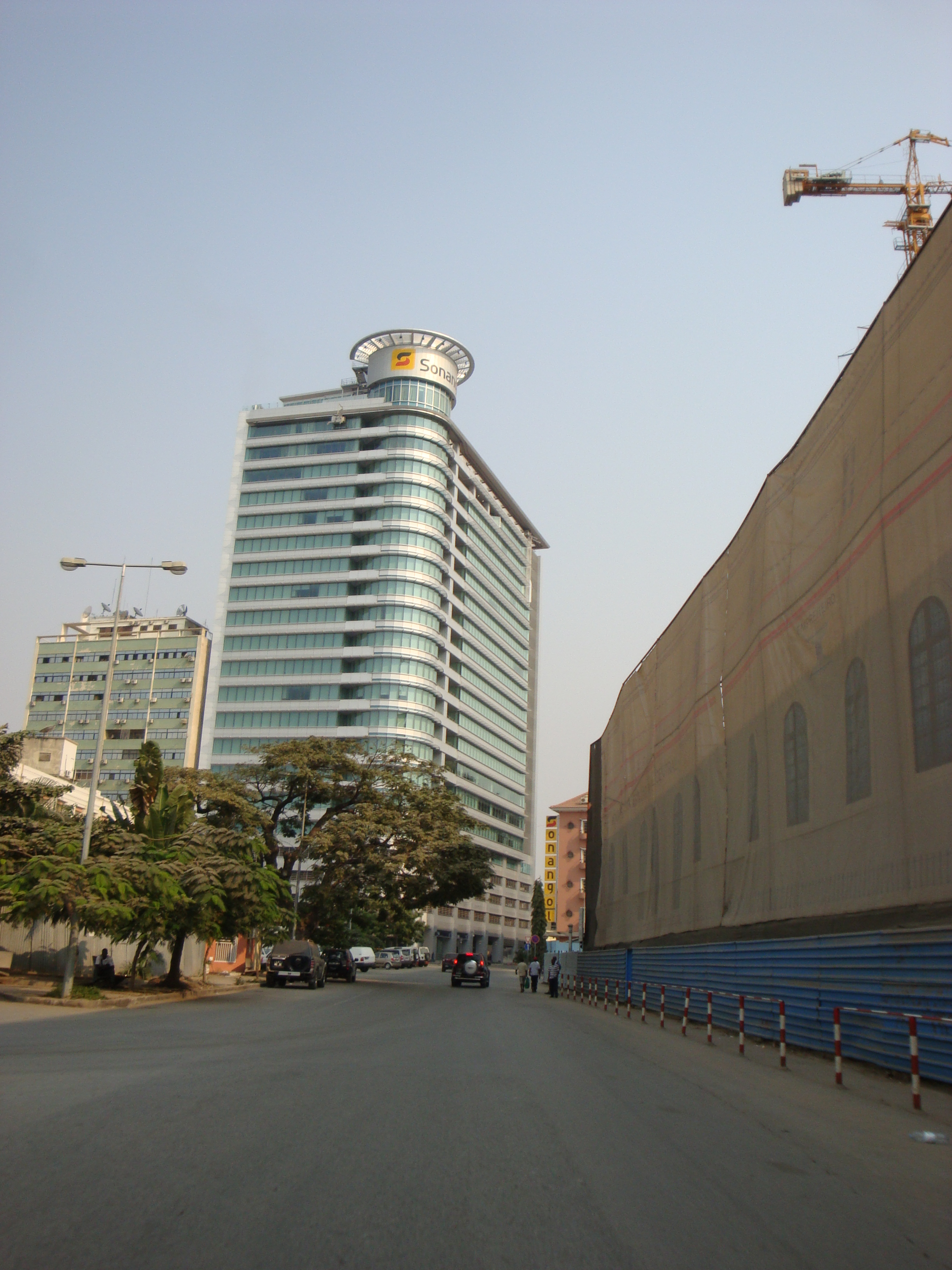
Siège de Sonangol à Luanda

Grâce à une importante croissance de l'extraction pétrolière, et à la paix civile enfin retrouvée depuis 2002, l'économie angolaise est devenue l'une des plus dynamiques d'Afrique.
Autrefois exploités par les entreprises françaises et américaines, les gisements pétrolifères seraient maintenant majoritairement gérés par les entreprises chinoises. Au mois d'août 2011, la société pétrolière Total a annoncé le début d'exploitation du champ pétrolier géant en eaux profondes (entre 600 et 1 200 mètres sous le niveau de la mer) de Pazflor. Ce gisement doit fournir dans les mois qui viennent 220 000 barils de pétrole par jour. Pazflor serait le plus gros chantier en cours du groupe pétrolier français.
La croissance du pays est presque entièrement portée par la production croissante de pétrole qui a dépassé 1,4 million de barils quotidiens à la fin de l'année 2005 (70 millions de tonnes par an), et que l'on prévoit être de 2 millions de barils en 2007 (100 millions de tonnes par an).
Le contrôle de l'industrie pétrolière est exercé par la Sonangol, un conglomérat possédé par le gouvernement angolais.
Le 1er janvier 2007, l'Angola a fait son entrée comme membre de plein droit au sein de l'OPEP.
Pour 2011, l'Angola prévoit une production de 2,5 millions de barils par jour soit 125 millions de tonnes par an, ce qui placerait le pays parmi les poids-lourds de l'extraction pétrolière mondiale. Il est la troisième puissance pétrolière d'Afrique. Avec des réserves récupérables estimées à 9 milliards de barils, l'or noir angolais sera épuisé dans un peu moins de 10 ans.
La plupart des Occidentaux présents en Angola ont d'abord été recrutés pour travailler dans le pétrole, une industrie qui représente 40 % du PIB et 96 % des exportations nationales. Sur la dizaine de milliards de dollars d'investissements directs étrangers (IDE) qui ont inondé l'Angola depuis 2002, la majeure partie a d'ailleurs été injectée dans ce secteur.

### Hydrocarbures en 2008
- Réserves de pétrole prouvées : 9 milliards de barils
- Extraction de pétrole : 1,91 million de barils par jour en 2008
- Consommation intérieure de pétrole : 56 040 barils par jour en 2008

### Diamant
Endiama (en) est la compagnie nationale publique qui a le monopole sur les droits d'exploitation du diamant en Angola.
En 2020, 90 % des diamants extraits en Angola sont vendus à la bourse des Émirats arabes unis (la Dubai Diamond Exchange).
Depuis son élection en 2017 mais surtout depuis 2020, le président João Lourenço manifeste son envie de développer l’économie du diamant. Son gouvernement met en place des réformes.
En octobre 2021, Rio Tinto signe un contrat d'exploitation d'une mine de diamant. La direction de Rio Tinto salue les efforts du gouvernement dans le secteur du diamant et « la mise en œuvre du code minier et des programmes de diversification économique ».
En avril 2022, De Beers annonce la signature de deux contrats d'exploitation de mines de diamant sur 35 ans dans le nord-est du pays (provinces de Lunda-Nord et Lunda-Sud). Ces contrats marquent aussi le retour de De Beers en Angola après l'avoir quitté en 2012 et dénoncé les pratiques de l'ancien président José Eduardo dos Santos. De Beers note aussi le travail du gouvernement Lourenço qui a établi un « environnement d'investissement stable et attrayant ».

## Infrastructures

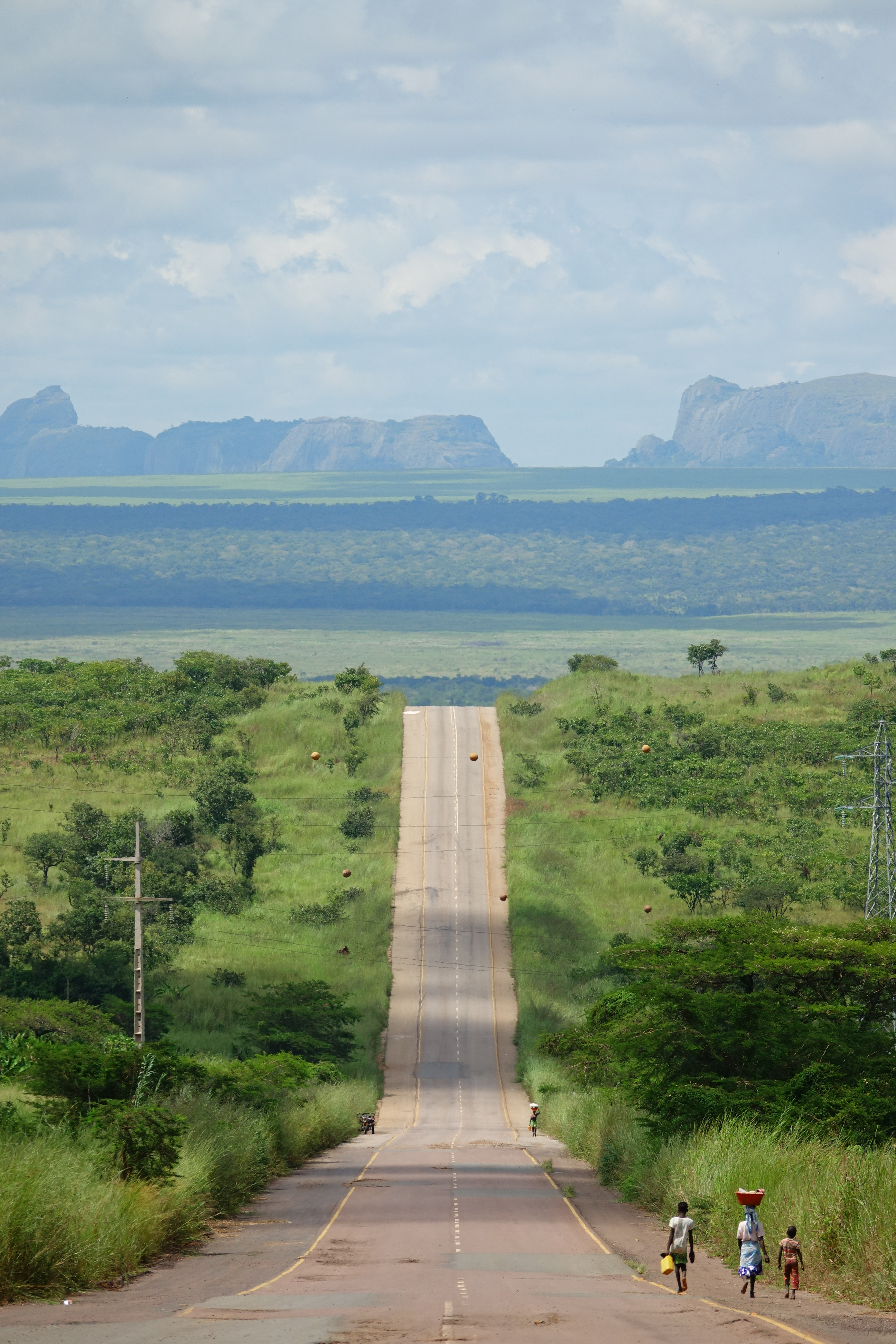
La marche à pied reste le moyen de transport le plus commun.

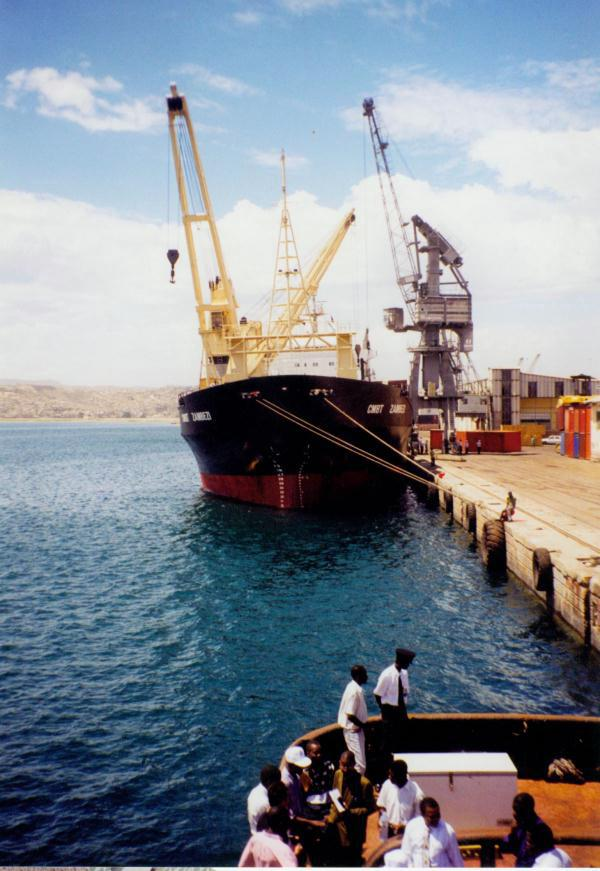
Le port de Lobito

La densité du réseau de transports angolais est très faible. On dénombre seulement 2 761 kilomètres de voies ferrées et 51 429 kilomètres de routes. Le développement de l'exploitation du pétrole a entraîné des efforts pour la construction d'oléoducs, dont la longueur totale était de 893 kilomètres en 2004. Les gazoducs, quant à eux, avaient une longueur totale de 214 kilomètres. Enfin, le pays comptait 243 aéroports en 2004 (soit un pour 5 130 km2) mais dont trente-deux seulement étaient équipés d'une piste goudronnée (soit un pour 38 959 km2). Quatre ports importants se trouvent sur le territoire angolais: Luanda, Soyo, Lobito et Cabinda (qui constitue une enclave angolaise entre les deux Congos, République du Congo et République démocratique du Congo).
Le barrage de Kapanda devrait fournir la majorité de l'électricité du pays.
En 2004, l'Eximbank chinoise a approuvé une ligne de crédit de 2 milliards de dollars pour l'Angola. Le prêt est utilisé pour reconstruire diverses infrastructures du pays. Ce prêt a également limité l'influence du Fonds monétaire international dans le pays.
En 2024, sous l'impulsion de l'administration Biden, le projet de liaison ferroviaire vers la Zambie depuis la ligne Lobito-Kolwezi est lancé. Celui-ci inclut une modernisation de la ligne existante et des infrastructures portuaires de manière à offrir à la Zambie, gros producteur de cuivre, un débouché évitant le transport routier et permettant ainsi de faire passer de 45 jours à 2 le temps de trajet pour les plaques de métal avant leur embarquement. 